# 澤馬峰
澤馬峰（英語：Dzema Peak）是南極洲的山峰，位於阿黛利地，處於拉特利夫山西南面9公里的沃森海崖北部，海拔高度2,570米，現時由南極條約體系管理。